# Třináctý plášť
Třináctý plášť (v německém originále Der dreyzehnte Mantel) je „opereta“ (singspiel) o jednom dějství českého skladatele Vojtěcha Jírovce na libreto napsané neznámým upravovatelem podle vaudevillu Pláště (Les Manteaux) francouzských dramatiků Eugèna Scriba, Jeana-Henriho Dupina a Antoina-Françoise Varnera. Premiéru Třináctého pláště uvedlo 12. ledna 1829 vídeňské Divadlo u Korutanské brány (Theater am Kärntnertor).

## Vznik, charakteristika a historie
Skladatel Vojtěch Jírovec napsal během svého působení jako kapelník vídeňské dvorní opery pro toto divadlo řadu větších i menších oper a baletů. Jednou z posledních byl komický singspiel Třináctý plášť.
Neznámému upravovateli textu posloužil jako podklad francouzský vaudevill Plášť, který napsal známý a plodný francouzský dramatik Eugène Scribe (1791–1861), kterému byli nápomocni neméně plodní vaudevillisté Jean-Henri Dupin (1787–1887) a Antoine-François Varner (1789–1854). Tato komedie o dvou dějstvích měla premiéru v pařížském divadle Théâtre du Gymnase dramatique dne 20. února 1826. Již 10. října téhož roku měla premiéru německá adaptace pod názvem Die Mäntel, oder Der Schneider in Lissabon. Jejím autorem byl berlínský skladatel Carla Wilhelma Augusta Bluma (1786 až 1844), který původní vaudeville nejen přeložil a upravil (mj. přenesl děj z Německa do Portugalska), ale rovněž k němu napsal originální hudbu, především melodrama spojující jakožto mezihra obě krátká dějství. Tato verze se hrála hojně v Německu, ve Vídni ji však předstihla Jírovcová singspielová podoba (Blumovu činohru zde uvedlo až v roce 1832 Theater in der Leopoldstadt). Jírovcův vídeňský upravovatel pracoval s Blumovým textem (jak svědčí např. jméno hofmistra „Balthasar“ místo „Plefela“ ve francouzské předloze), avšak podle originálu umístil děj zpět do nejmenovaného německého hlavního města.

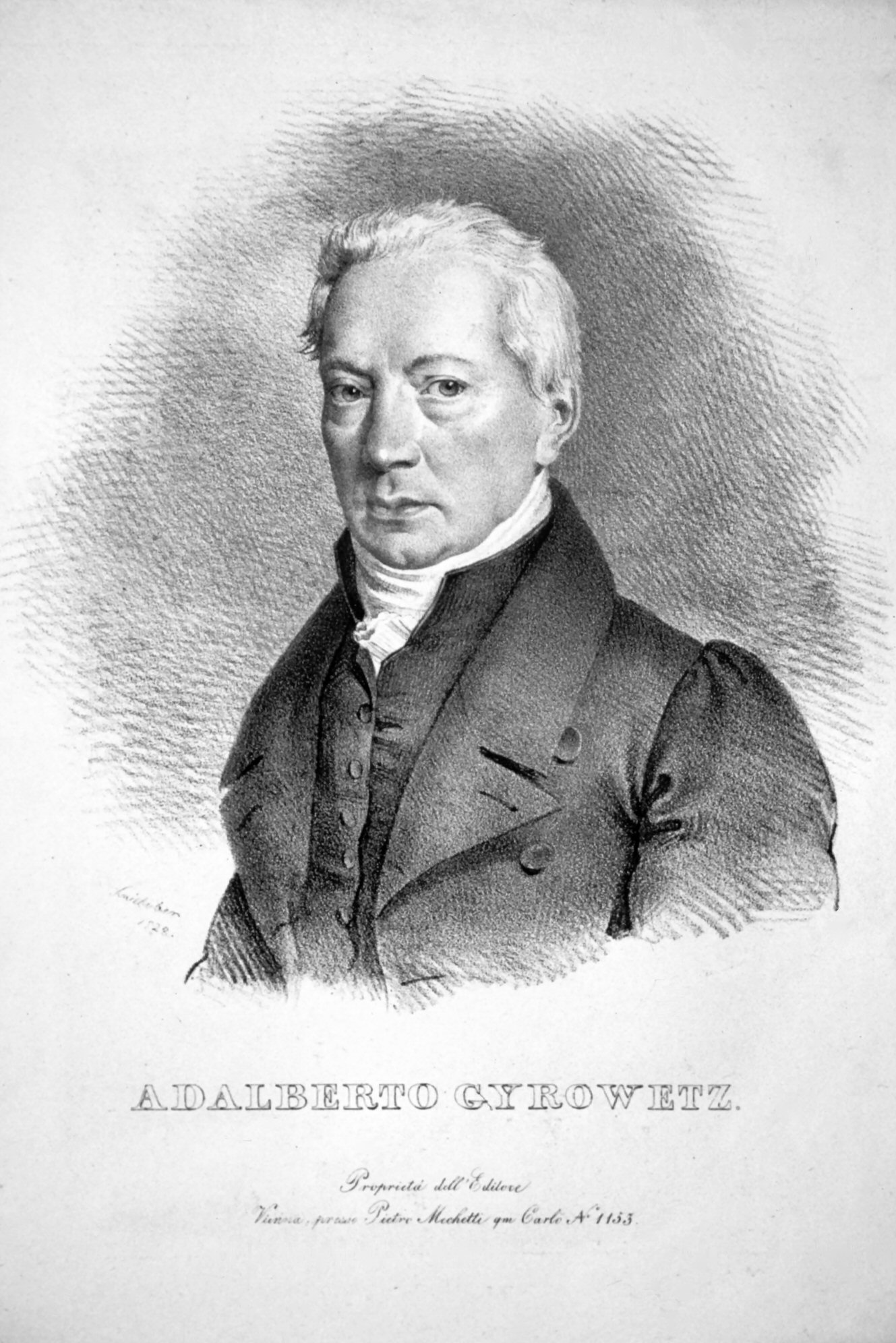
Vojtěch Jírovec, litografie Josefa Kriehubera z roku 1828

Třináctý plášť je inscenačně nenáročná jednoaktovka, jaké v repertoáru vídeňské dvorní opery sloužily jako úvod večera, kde hlavním představením byl tříaktový balet. V případě premiéry Třináctého pláště to byl například balet Mathilde, Herzogin von Spoleto (Matylda, vévodkyně spoletská), který na Rossiniho, Paciniho a Jírovcovu hudbu aranžoval choreograf Ludwig (Luigi) Astolfi.
Kus se publiku líbil, u recenzentů však vzbudil málo zájmu. Stručně se o něm zmínil jen berlínský hudební časopis Berliner allgemeine musiklische Zeitung: „Komická opera v jednom dějství, volně upravená z francouzštiny. Plná vtipu a humoru; některé situace skutečně drastické. Hudba od Jírovce, nenáročná, lehká, líbivá a melodická. Pan Wagner, jako zpěvák bezvýznamný, ale na jevišti jako doma. Slečny Achtenová a Bendrová, pánové Hölzel a Bartholemy naplili svá místa ke všeobecné spokojenosti, která byla vyjádřena opakovaně a jednoznačně.“
Jírovcovo zpracování Třináctého pláště se ukázalo úspěšným přinejmenším v místě svého vzniku. V Divadle u Korutanské brány se hrálo celkem čtyřicetkrát. Poslední představení se konalo 18. ledna 1840 a bylo současně posledním představením kteréhokoli z více než padesáti jevištních děl, které Jírovec pro tuto scénu vytvořil.
Samotné libreto zpěvoherní verze Třináctého pláště nabylo vydáno a z hudebních čísel vyšla jen árie Allein an diesem Orte. Partitura je uchována v Rakouské národní knihovně.
Na jiných místech se zřejmě tato Jírovcova zpěvohra nehrála; na středoevropských jevištích převážila Blumova činoherní adaptace. Do češtiny ji přeložil Jan Nepomuk Štěpánek, avšak přitom použil Jírovcův titul Třináctý plášť. Tato verze se hrála ve Stavovském divadle poprvé 6. dubna 1834 a vyšla tiskem roku 1833 a roku 1840.

## Osoby a první obsazení
| osoba                        | hlasový obor | premiéra (12. ledna 1829)       |
| ---------------------------- | ------------ | ------------------------------- |
| Crispinus, krejčí            | tenor        | Albert Wagner                   |
| Brigitta                     | soprán       | Anna („Nanette“) Bondra         |
| Balthasar, hofmistr          | bas          | A. Bartholemy (Bartolemi)       |
| Anna, Balthasarova schovanka | soprán       | Caroline Achten (pozd. Fischer) |
| Sturmfeld, strážmistr        | bas          | Nicolaus Alois Hölzel           |
| Zakuklenci                   |              |                                 |
| Dirigent: Vojtěch Jírovec    |              |                                 |

## Děj opery
Odehrává se v některém německém hlavním městě.

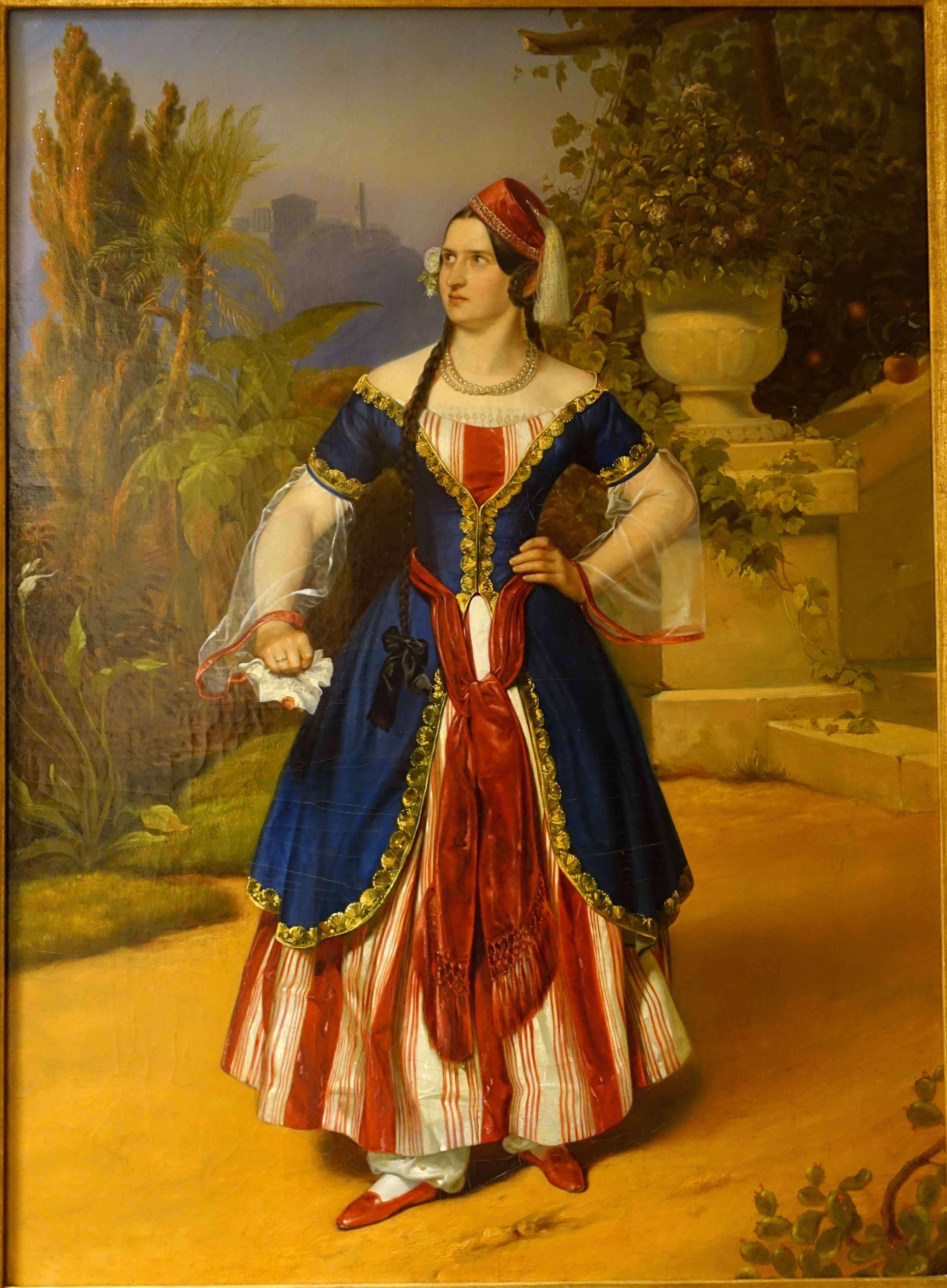
Caroline Achtenová hrála ve Třináctém plášti Annu; zde v roli Constance v Únosu ze serailu

(1. obraz – Skromná místnost švadlenky Brigitty) Balthasar, hofmistr vznešeného pána, přivádí svou schovanku Annu. Odvedl ji od jejího kmotra, kde dosud bydlela, protože se u něj scházeli důstojníci – zaslechl něco o jistém strážmistrovi Sturmfeldovi – a má obavu, že Annu svedou, zatímco on si ji chce vzít sám. A protože v domě jeho pána se dnes v noci má konat tajné shromáždění, odvedl Balthasar Annu sem domnívaje se, že Brigitta byt již vyklidila kvůli nezaplacenému nájmu. Ale když vidí, že místnost je přístupná po dvou schodištích, a tedy vhodnější pro tajné shromáždění, rozhodne se ho uspořádat tady a Annu naopak odvádí k sobě domů.
Poté se vrací Brigitta se svým milým, krejčím Crispinem. Již dlouho se mají rádi, ale protože jsou oba bez peněz, nepomýšleli na sňatek. Ale Crispinus vypráví podivnou historku: jakýsi zahalený pán si u něj za značný obnos nechal ušít dvanáct totožných plášťů z dobrého sukna. A protože látky zbylo, ušil si Crispinus hned třináctý plášť pro sebe. Navíc právě ušil pěkný kabát pro vysoce postavenou osobnost u dvora, který může použít jako svatební oblek, než ho bude muset zítra odevzdat. Nyní, dokud má v ruce trochu peněz, se mohou vzít a rovnou organizují slavnostní, byť skromnou večeři u Crispina; ten hned běží za knězem.
K Brigittě přichází její bratranec, strážmistr Sturmfeld. Zamiloval se do Anny, a když zjistil, že ji dnes někam odvedli, napáchal u jejího poručníka škody a teď mu hrozí vězení. Z Crispinem vydělaných peněz tedy jde polovina na Sturmfeldovu náhradu škody a půlka na Brigittin dlužný nájem, ale přesto je jich dost pro dnešní sňatek: když se totiž Crispinus vracel od kněze ve vypůjčeném kabátě a uspořeném plášti, přitočil se k němu neznámý muž v totožném plášti a vnutil mu jakýsi lístek a váček s penězi.
Brigitta odchází a přichází Balthasar zakuklený v jednom z Crispinových plášťů; má Crispina za spoluspiklence a nenechá si od něj nic vysvětlit – pro spiknutí platí zásada nevědět víc, než je nutné. V bytě se shromáždí postavy v pláštích. Očekávají proslov od Crispina, který pochopitelně neví, co říci – ale v tu chvíli se vrací Sturmfeld a buší na dveře. Všichni zakuklenci včetně Crispina utečou zadními schody.
(2. obraz – Crispinův pokoj) Crispinus přivádí Annu, kterou mu ve zmatku jeden z mužů v pláštích (Balthasar) svěřil. Anna se durdí a ani Crispinus není nadšen, protože nechce, aby Brigitta našla v jeho bytě cizí ženu, nadto v den jejich svatby. Schovává tedy Annu do skříně a vítá Brigittu a pak Sturmfelda na večeři. Sturmfeld však Crispinovi zároveň přináší Crispinovi vzkaz, že vysoce postavená osobnost vyžaduje ihned objednaný kabát, a krejčí musí jít. Brigittě to nedá a začne u Crispina poklízet, přičemž objeví Annu. To přirozeně vyvolá scénu, kterou ani navrátivší se Crispinus neuklidní. Naštěstí Sturmfeld poznává v Anně svou milou a galantně se jí ujme. Hádka bezi rozlícenou Brigittou a Crispinem protestujícím svou nevinu pokračuje, dokud ji nepřeruší příchod neznámého spiklence (opět Ballthasar). Ten svému domnělému spojenci vzkazuje, že spiknutí bylo prozrazeno a že se musí zachránit útěkem.
Crispinus se snaží konsternované Brigittě vysvětlit, co se stalo, i když sám většině z toho nerozumí. Bojí se, že ho pověsí a on pořád nebude vědět zač. Sturmfeld se rovněž vrací se zprávou o zmařeném komplotu proti vysoce postavené osobnosti. Události ho alespoň zbavily Annina poručníka a soka v jedné osobě, který musel uprchnout, jenže co čeká Crispina, který se do spiknutí proti své vůli zapletl? Do tohoto zoufalství slečna Anna přináší lepší zprávu: vysoce postavená osobnost se dozvěděla o komplotu z listiny, kterou našla v kapse svého nového kabátu. Je přesvědčena, že ji tam krejčí nechal záměrně, aby ji varoval, a hodlá se mu odvděčit tím, že Crispina jmenuje dvorním krejčím. Všichni vydechnou úlevou; peníze získané od spiklenců si rozdělí mezi sebou a sňatku Crispina a Brigitty – jakož i Sturmfelda a Anny – již nestojí nic v cestě.